# Мавзолей Аристанбаба
Мавзолей Аристан баб (каз. Арыстанбаб кесенеcі) — мавзолей на могилі вчителя та духовного наставника Ходжі Ахмеда Ясаві релігійного містика та проповідника Аристанбаба. Мавзолей розташований за 150 кілометрів від міста Шимкента, неподалік міста Отрар і села Шаульдер Отирарського району. Пам'ятник архітектури. Одне з головних місць поклоніння мусульман регіону. З 1982 року мавзолей Аристан-Баба перебуває під охороною держави.

## Історія будівництва
Згідно з переказами, Аристанбаб помер і був похований на околицях Отрара в XII столітті. Ймовірно, тоді ж було споруджено його мавзолей, про який немає достовірних відомостей. Достеменно невідомо що сталося з мавзолеєм після отрарської катастрофи, коли війська Джучи після семимісячної облоги повністю знищили найближче велике місто Отрар разом з усім його населенням.
У XIV столітті за наказом Тимура на місці будівлі було зведено нову споруду. Але й вона не дійшла до наших днів. Перша відома перебудова мавзолею відноситься до XIV — XV століть. Від цієї споруди збереглися різьблені дерев'яні колони айвану.
У XVIII столітті на місці древнього мазару, зруйнованого землетрусом, було збудовано двокупольну споруду з айваном, що спирається на дві різьблені дерев'яні колони.
Будівля XVIII століття зруйнувалося і в 1909 було відбудовано заново, про що говориться напис на одному з картушів фризу.
У 1971 році через високий рівень ґрунтових вод, що призвели її до аварійного стану, мечеть була знесена і відбудована заново коштом місцевого населення.

## Сучасний мавзолей

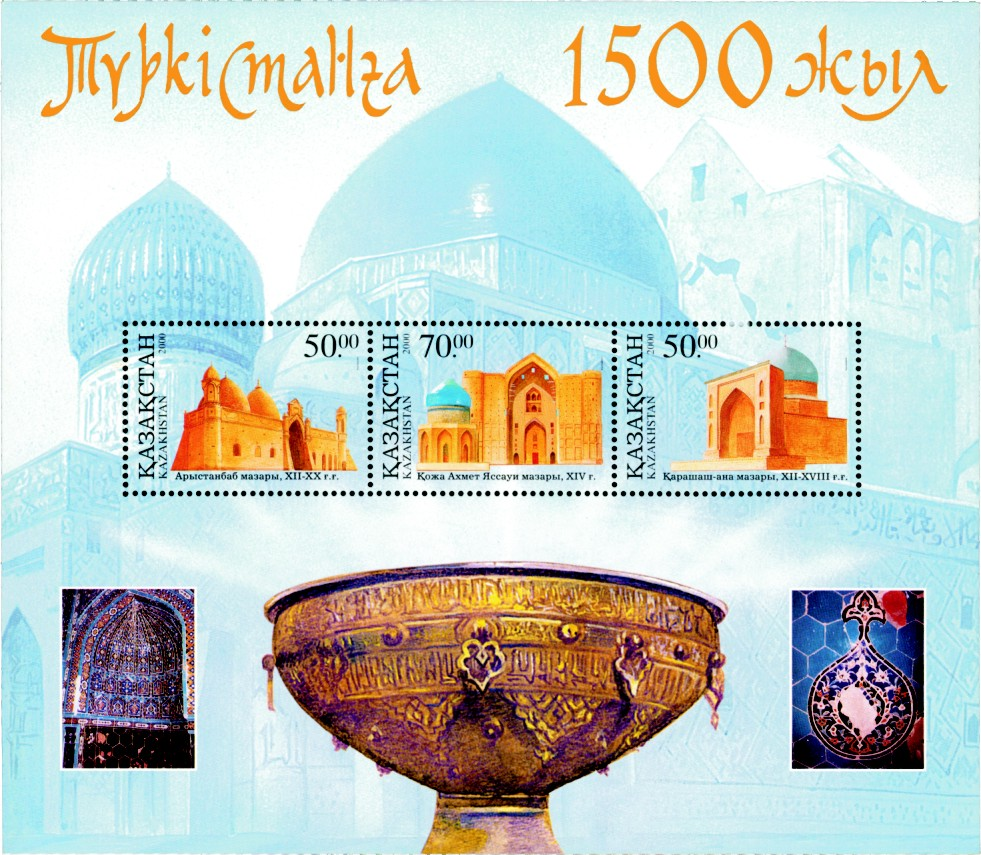
Мавзолей Аристанбаба на пам'ятній поштовій марці, присвяченій 1500-річчю Туркестану

Мавзолей є усипальницею і поминальною мечетью і є місцем паломництва мусульман.
В даний час над могилою Аристанбаба стоїть мавзолей площею 35×12 м, складений з цегли на алебастровому розчині в лицьовій кладці стін. Протяжний головний фасад фланкований двома мінаретами та прикрашений фігурною цегляною кладкою. Будівля, що збереглася, будувалося в перше десятиліття XX століття, вона є багатокамерним комплексом поперечно-осьової композиції. Споруда складається з двох частин — двокамерної усипальниці (гурхани) та поминальної мечеті, об'єднаних великим склепінним коридором. Гурхана перекрита двома однаковими високими сфероконічними куполами. У першому її приміщенні встановлено величезний надгробок Аристанбаба, у другому — вміщено надгробки його учнів та послідовників Хермет-Азира, Карга-Баба, Лашин-Баба. Різні елементи споруди поетапно прилаштовувалися до початкових приміщень, згодом гурхана і поминальна мечеть об'єднувалися загальною фронтальною стіною головного фасаду з глибоким портальним приміщенням у центрі, перекритим стрілчастим склепінням.
Портал відзначається як найвиразніший елемент архітектури мавзолею, примітно, що він не схожий на типовий для Середньої Азії піштак з арочною нішою у прямокутному обрамленні, а виконаний у новій для цих місць архітектурній формі на основі декоративних елементів, запозичених з європейської та російської архітектури XIX століття.

### Легенди Арістанбаба

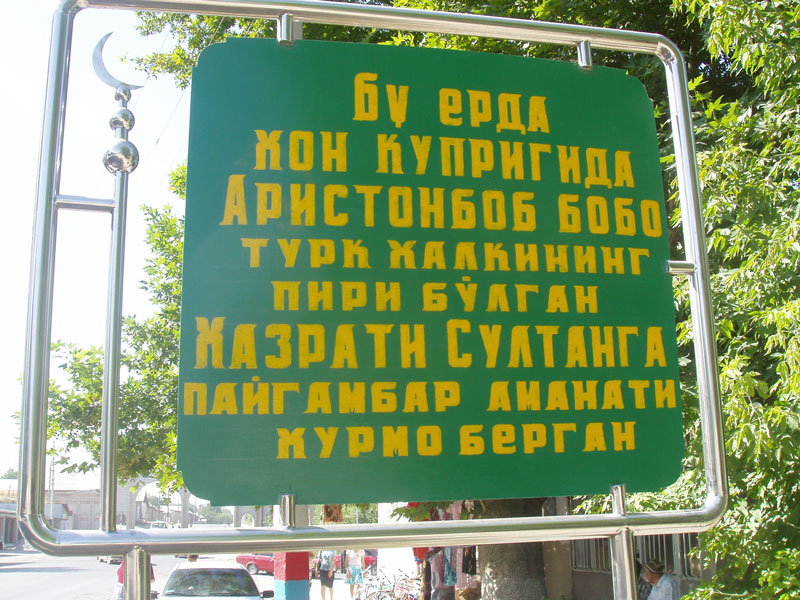
Придорожній напис у Сайрамі (на узбецькому) "Тут на цьому ханському мосту Аристанбаб передав святому тюркському народу Хазрету Султану аманат пророка хурму ".

Як говориться в легенді, за розпорядженням Тамерлана над могилою Ходжа Ахмеда Ясаві почалося будівництво мечеті (1338–1405). Всі спроби звести стіни зазнавали невдачі, сильна буря зносила їх, за іншою версією поява зеленого бика, який все руйнував. Тимуру святий, що з'явився уві сні, сказав, що спочатку потрібно побудувати мавзолей над могилою святого Аристан-Баба, а потім над могилою Ходжі Ахмеда Ясаві, що Тимур і зробив. Тому паломники першим відвідують мавзолей вчителя Аристан-Баба, а потім мавзолей Ходжі Ахмеда Ясаві.

## Реліквії
- Збереглася пара різьблених дерев'яних колон, які дослідники відносять до другого періоду будівництва цього мавзолею (XIV—XV ст.).
- У мавзолеї під склом представлений Коран — чудовий зразок середньовічного каліграфічного мистецтва.

## Дослідження мавзолею
Ще одним місцем, в якому є мавзолей Аристан баб, є область Ош, Киргизстан. Проте, за словами дослідника киргизької релігії С. М. Аррамзона, місцеві жителі вважають Аристан баба, похованого тут, воїном, що бореться проти калмиків. Ошський Аристан баб є людиною, яка жила в XVII—XVII століття.
Будівля, збудована над могилою Аристанбаба, вперше була опублікована у науковій літературі 1898 року у статті І. І. Т. Пославського «Развалини міста Отрара».
У 1903 році мавзолей згадувався у доповіді члена Туркестанського гуртка археологів-аматорів А. А. Вінниця. Його здивувала могила Аристанбаба в кутку кімнати мавзолею: «Надгробок Арстан — Баба такої ж форми, як і решта, вкрита шматком білого коленкора і вражає своїми розмірами. Такого зростання, за словами шейха, досягав і сам святий…». Надалі історичні відомості А. А. Черкасова були перекладені російською та французькою мовами.
Вони також згадуються в працях І. А. Кастеньєна «Давності Киргизького степу та Оренбурзького краю». Після тривалого проміжку часу, науковий опис мавзолею Аристанбаба було опубліковано у статті 1950 року. Ст. Костянтинова «Деякі архітектурні пам'ятки за середньою течією нар. Сирдар'ї».
У 1987 року було опубліковано статтю М. Сембіна «Білім мен Еңбекте» про цей мавзолей. Маючи інформацію з книги О. Достановивши «Әуліелі жерлер турали шиндиқ», він написав у своїй статті про те, що архітектором мавзолею Аристанбаб був ташкентський Ескендир Кажи.